# Gebhard II de Ratisbonne
Gebhard II (né le 17 mars 1036) est le quinzième évêque de Ratisbonne de 1023 à sa mort.

## Biographie
Appartenant à la maison d'Andechs, il a un lien parental par Bucca, la mère d'Ulric de Zell, aussi avec Ulrich d'Augsbourg.
Gebhard est un chanoine de la cathédrale d'Augsbourg. Le chapelain de la cour Wipon rend hommage à « l'attitude bienveillante » de l'évêque.